# Bassus sungkangensis
Bassus sungkangensis är en stekelart som beskrevs av Chou och Michael J. Sharkey 1989. Bassus sungkangensis ingår i släktet Bassus och familjen bracksteklar. Inga underarter finns listade.